# Mètode Lely

Un diagrama del mètode Lely modificat, que mostra un gresol de grafit envoltat de bobines d'inducció per escalfar-se. La charge de carbur de silici es sublima des de la part inferior de la cambra i es diposita a la tapa superior, que és més fresca.

El mètode Lely, també conegut com a procés Lely o tècnica Lely, és una tecnologia de creixement de cristalls utilitzada per produir cristalls de carbur de silici per a la indústria dels semiconductors. La patent d'aquest mètode es va presentar als Països Baixos el 1954 i als Estats Units el 1955 per Jan Anthony Lely de Philips Electronics. La patent es va concedir posteriorment el 30 de setembre de 1958 i va ser refinada per DR Hamilton et al. el 1960, i pel VP Novikov i VI Ionov el 1968. 
El mètode Lely produeix cristalls de carbur de silici a granel mitjançant el procés de sublimació. La pols de carbur de silici es carrega en un gresol de grafit, que es purga amb gas argó i s'escalfa a aproximadament 2,500 °C (4.530°F). El carbur de silici prop de les parets exteriors del gresol es sublim i es diposita sobre una vareta de grafit prop del centre del gresol, que es troba a una temperatura més baixa.
Existeixen diverses versions modificades del procés Lely, el més habitual és que el carbur de silici s'escalfa des de l'extrem inferior en lloc de les parets del gresol, i es diposita a la tapa. Altres modificacions inclouen variar la temperatura, el gradient de temperatura, la pressió d'argó i la geometria del sistema. Normalment, s'utilitza un forn d'inducció per aconseguir les temperatures requerides d' 1,800–2,600 °C (3.270–4.710 °F). 